# Idiom neutral
Idiom neutral – międzynarodowy język pomocniczy, opublikowany w 1902 roku przez Międzynarodową Akademię Universal Language (Akademi Internasional de Lingu Universal) pod kierownictwem Waldemara Rosenbergera, inżyniera z St. Petersburga. Idiom Neutral był pierwszym językiem aposteriorycznym, w którym autorzy świadomie wybierali najbardziej międzynarodowe słownictwo.

## Historia
Akademia pod nazwą Międzynarodowej Akademii Volapük (Kadem Bevünetik Volapüka) została utworzona w celu zachowania i doskonalenia pomocniczego języka volapük na kongresie w Monachium w sierpniu 1887 roku. Dyrektorem Akademii w 1892 roku został Rosenberger. Od tego momentu zaczęto wprowadzać znaczne zmiany w gramatyce i słownictwie języka volapük. Słownictwo zostało prawie całkowicie zastąpione przez wyrazy bardziej przypominające te używane w językach Europy Zachodniej, a wiele form gramatycznych nieznanych dla zachodnich Europejczyków zostało odrzuconych. Zmiany te doprowadziły do stworzenia nowego języka, który został nazwany Idiom neutral (co oznacza „neutralny idiom” lub „neutralny język”). W roku 1898 nazwa Akademii został zmieniona na Akademi Internasional de Lingu Universal. W 1902 i 1903 roku w wielu językach europejskich opublikowano słowniki z językiem Idiom Neutral i z zarysem jego gramatyki.
Język ten, przez autorów anglojęzycznych określany czasem jako neutralny język, zyskał sobie zainteresowanie wśród zwolenników stworzenia międzynarodowego języka. W 1907 r. język ten był jednym z projektów rozpatrywanych przez komisję, która spotkała się w Paryżu, aby wybrać międzynarodowy język pomocniczy.
W 1908 r. Akademia, która utworzyła Idiom Neutral, zdecydowała się porzucić go na rzecz Latino sine flexione, uproszczonej formy łaciny (bez fleksji) opracowanej przez włoskiego matematyka Giuseppe Peana. Peano został mianowany dyrektorem Akademii, a jej nazwa została zmieniona na Academia pro Interlingua. Tym samym skończył się krótkotrwały sukces języka Idiom Neutral. W 1912 roku Rosenberger opublikował jeszcze zreformowaną wersję pod tytułem Reform Neutral, opracowaną wspólnie z Edgarem de Wahlem (który później zainicjował język Occidental), ale bez powodzenia. Inne próby uratowania Idiom Neutral podjęli Jules Meysmans (Idiom Neutral Modifiket, 1909) i J.B. Pinth (Idiom Neutral Reformed, 2012), które także nie przyniosły sukcesu.
Pod koniec lat dwudziestych Idiom Neutral odgrywał jednak znaczącą rolę w powstaniu języka Novial duńskiego językoznawcy Ottona Jespersena.